# Werner Marx (Politiker, 1916)
Werner Marx (* 12. Mai 1916 in Jarotschin, Provinz Posen; † 1980) war ein deutscher Politiker und Funktionär der DDR-Blockpartei Demokratische Bauernpartei Deutschlands (DBD). 
Marx war der Sohn eines Lokführers und wurde Gärtner von Beruf. Er übernahm den Vorsitz der LPG „Thomas Müntzer“ in Berlin-Altglienicke. Von 1958 bis 1967 gehörte er als einer der Berliner Vertreter der DBD der Volkskammer der DDR an.